# Andrzej Ramlau
Andrzej Bohdan Ramlau (ur. 3 stycznia 1937 w Szczytnikach k. Brześcia nad Bugiem) – polski operator filmowy.

## Życiorys
W 1963 ukończył studia na Wydziale Operatorskim łódzkiej PWSTiF. W 1987 r. otrzymał Nagrodę Przewodniczącego Komitetu ds. Radia i Telewizji za osiągnięcia w pracy operatora telewizyjnych filmów fabularnych.
W 2013 został odznaczony Srebrnym Medalem „Zasłużony Kulturze Gloria Artis”.
Od lutego 2024 roku rektor Warszawskiej Szkoły Filmowej.

## Wybrana filmografia
- Klinika samotnych serc (2006)
- Show (2003)
- Poranek kojota (2001)
- 13 posterunek (2000)
- Sara (1997)
- Tato (1995)
- Komediantka (1986)
- Najdłuższa wojna nowoczesnej Europy (1979–1981)
- W te dni przedwiosenne (1975)
- Niespotykanie spokojny człowiek (1975)
- Nie ma róży bez ognia (1974)
- Nie ma mocnych (1974)
- Droga (1973)
- Przygody psa Cywila (1970)
- Lalka (1968)